# Coelioxys yanonis
Coelioxys yanonis är en biart som beskrevs av Matsumura 1912. Coelioxys yanonis ingår i släktet kägelbin, och familjen buksamlarbin. Inga underarter finns listade i Catalogue of Life.